# Corruzione nella città
Corruzione nella città (The Big Operator) è un film del 1959 diretto da Charles F. Haas.
È un film poliziesco a sfondo drammatico statunitense con Mickey Rooney, Steve Cochran e Mamie Van Doren. È basato sul racconto breve del 1940 The Adventures of Joe Smith, American di Paul Gallico (pubblicato su Cosmopolitan).

## Trama
Negli anni Cinquanta, un boss sindacale corrotto e un mafioso mettono a tacere tutti coloro che assistono alle loro losche attività, ma un onesto membro del sindacato minaccia di testimoniare davanti a una commissione del Senato, diventando così un bersaglio di omicidi.

## Produzione
Il film, diretto da Charles F. Haas su una sceneggiatura di Allen Rivkin e Robert Smith e un soggetto di Paul Gallico (autore del racconto), fu prodotto da Red Doff e Albert Zugsmith per la Metro-Goldwyn-Mayer tramite la Fryman Enterprises e girato da fine gennaio all'inizio di febbraio 1959. Il titolo di lavorazione fu  Anatomy of the Syndicate.

## Distribuzione
Il film fu distribuito con il titolo The Big Operator negli Stati Uniti nell'agosto del 1959 al cinema dalla Metro-Goldwyn-Mayer.
Altre distribuzioni:
- in Austria nel marzo del 1960 (Der große Schwindler)
- in Germania Ovest l'11 marzo 1960 (Der große Schwindler)
- in Francia il 3 marzo 1961 (Le témoin doit être assassiné)
- negli Stati Uniti nel 1964 (redistribuzione)
- in Venezuela (Corrupción en la ciudad)
- in Italia (Corruzione nella città)
- in Grecia (Dolofonoi horis maska)
- in Brasile (O Grande Chantagista e Sindicato de Vigaristas)

## Promozione
Le tagline sono:
- Goons! Torch Killers! Labor Racketeers!
- A Brass-Knuckled Drama of Today's New Crime Jungle!